# Antonio Caetani (cardinale XVII secolo)
Antonio Caetani (Roma, 1566 – Roma, 17 marzo 1624) è stato un cardinale italiano.

## Biografia
Nacque a Roma nel 1566. Era fratello del cardinal Bonifacio e nipote di Nicolò Caetani di Sermoneta, già arcivescovo di Capua.
Fu nominato arcivescovo di Capua da papa Paolo V dal 31 agosto 1605 e conservò quest'incarico fino alla morte. Fu arcivescovo per 17 anni ma non visse mai nella diocesi poiché era anche nunzio apostolico in Germania e in Spagna. Nominò Felice Siliceo, già preposito di Canosa, come vicario generale dell'arcidiocesi. Visitò tre volte l'arcidiocesi nel 1612, nel 1613 e nel 1616. Gli fu nominato, come vescovo coadiutore il nipote Luigi Caetani, che gli successe il giorno della sua morte.
Papa Gregorio XV lo elevò al rango di cardinale nel concistoro del 19 aprile 1621.
Morì il 17 marzo 1624 all'età di 58 anni a Roma ed è sepolto a Santa Pudenziana.

## Genealogia episcopale e successione apostolica
La genealogia episcopale è:
- Cardinale Guillaume d'Estouteville, O.S.B.Clun.
- Papa Sisto IV
- Papa Giulio II
- Cardinale Raffaele Sansone Riario
- Papa Leone X
- Papa Paolo III
- Cardinale Francesco Pisani
- Cardinale Alfonso Gesualdo di Conza
- Papa Clemente VIII
- Cardinale Roberto Bellarmino, S.I.
- Cardinale Antonio Caetani

La successione apostolica è:
- Arcivescovo Charles von Lamberg (1607)
- Vescovo Pedro González del Castillo (1614)
- Vescovo Alsono Martín de Zuñiga (1616)
- Vescovo Cristoforo Caetani (1623)
- Vescovo Felice Siliceo  (1623)

## Albero genealogico
|                                         |                                       |                                             | Genitori                                   |  |  | Nonni |  |  | Bisnonni                               |  |  | Trisnonni                               |  |
|                                         |                                       |                                             |                                            |  |  |       |  |  | Camillo Caetani, III duca di Sermoneta |  |  | Guglielmo Caetani, II duca di Sermoneta |  |
|                                         |                                       |                                             |                                            |  |  |       |  |  | Camillo Caetani, III duca di Sermoneta |  |  | Guglielmo Caetani, II duca di Sermoneta |  |
|                                         |                                       | Francesca Conti                             |                                            |  |  |       |  |  | Camillo Caetani, III duca di Sermoneta |  |  |                                         |  |
| Bonifacio Caetani, IV duca di Sermoneta |                                       |                                             |                                            |  |  |       |  |  | Camillo Caetani, III duca di Sermoneta |  |  |                                         |  |
|                                         |                                       | Beatrice Caetani d'Aragona                  | Onorato Caetani, I duca di Traetto         |  |  |       |  |  |                                        |  |  |                                         |  |
|                                         |                                       | Beatrice Caetani d'Aragona                  | Onorato Caetani, I duca di Traetto         |  |  |       |  |  |                                        |  |  |                                         |  |
|                                         |                                       | Beatrice Caetani d'Aragona                  | Lucrezia d'Aragona                         |  |  |       |  |  |                                        |  |  |                                         |  |
| Onorato Caetani, V duca di Sermoneta    |                                       | Beatrice Caetani d'Aragona                  |                                            |  |  |       |  |  |                                        |  |  |                                         |  |
|                                         |                                       | Alberto III Pio di Savoia, signore di Carpi | Lionello I Pio di Savoia, signore di Carpi |  |  |       |  |  |                                        |  |  |                                         |  |
|                                         |                                       | Alberto III Pio di Savoia, signore di Carpi | Lionello I Pio di Savoia, signore di Carpi |  |  |       |  |  |                                        |  |  |                                         |  |
|                                         |                                       | Alberto III Pio di Savoia, signore di Carpi | Caterina Pico                              |  |  |       |  |  |                                        |  |  |                                         |  |
| Caterina Pio di Savoia                  |                                       | Alberto III Pio di Savoia, signore di Carpi |                                            |  |  |       |  |  |                                        |  |  |                                         |  |
|                                         |                                       | Cecilia Orsini di Monterotondo              | Franciotto Orsini di Monterotondo          |  |  |       |  |  |                                        |  |  |                                         |  |
|                                         |                                       | Cecilia Orsini di Monterotondo              | Franciotto Orsini di Monterotondo          |  |  |       |  |  |                                        |  |  |                                         |  |
|                                         |                                       | Cecilia Orsini di Monterotondo              | Violante Orsini di Mugnano                 |  |  |       |  |  |                                        |  |  |                                         |  |
| Antonio Caetani                         |                                       | Cecilia Orsini di Monterotondo              |                                            |  |  |       |  |  |                                        |  |  |                                         |  |
|                                         | Fabrizio I Colonna, I duca di Paliano | Odoardo Colonna                             |                                            |  |  |       |  |  |                                        |  |  |                                         |  |
|                                         | Fabrizio I Colonna, I duca di Paliano | Odoardo Colonna                             |                                            |  |  |       |  |  |                                        |  |  |                                         |  |
|                                         | Fabrizio I Colonna, I duca di Paliano | Filippa Conti                               |                                            |  |  |       |  |  |                                        |  |  |                                         |  |
| Ascanio I Colonna, II duca di Paliano   | Fabrizio I Colonna, I duca di Paliano |                                             |                                            |  |  |       |  |  |                                        |  |  |                                         |  |
|                                         |                                       | Agnese di Montefeltro                       | Federico da Montefeltro                    |  |  |       |  |  |                                        |  |  |                                         |  |
|                                         |                                       | Agnese di Montefeltro                       | Federico da Montefeltro                    |  |  |       |  |  |                                        |  |  |                                         |  |
|                                         |                                       | Agnese di Montefeltro                       | Battista Sforza                            |  |  |       |  |  |                                        |  |  |                                         |  |
| Agnesina Colonna                        |                                       | Agnese di Montefeltro                       |                                            |  |  |       |  |  |                                        |  |  |                                         |  |
|                                         |                                       | Ferdinando d'Aragona, duca di Montalto      | Ferdinando I di Napoli                     |  |  |       |  |  |                                        |  |  |                                         |  |
|                                         |                                       | Ferdinando d'Aragona, duca di Montalto      | Ferdinando I di Napoli                     |  |  |       |  |  |                                        |  |  |                                         |  |
|                                         |                                       | Ferdinando d'Aragona, duca di Montalto      | Diana Guardato                             |  |  |       |  |  |                                        |  |  |                                         |  |
| Giovanna d'Aragona                      |                                       | Ferdinando d'Aragona, duca di Montalto      |                                            |  |  |       |  |  |                                        |  |  |                                         |  |
|                                         |                                       | Castellana de Cardona                       | Ramon de Cardona, barone di Bellpuig       |  |  |       |  |  |                                        |  |  |                                         |  |
|                                         |                                       | Castellana de Cardona                       | Ramon de Cardona, barone di Bellpuig       |  |  |       |  |  |                                        |  |  |                                         |  |
|                                         |                                       | Castellana de Cardona                       | Isabel de Requesens                        |  |  |       |  |  |                                        |  |  |                                         |  |
|                                         |                                       | Castellana de Cardona                       |                                            |  |  |       |  |  |                                        |  |  |                                         |  |